# Ricardo Niniano Cheyne
Ninian Richard Cheyne (Edimburgo el 24 de agosto de 1798 - Bogotá el 16 de marzo de 1872) fue un médico escocés de reconocida trayectoria en Bogotá.  

## Familia
Fue hijo de Ninian Richard Cheyne Niving y de Jean Auchinlech. Contrajo matrimonio en Popayán en 1837 con Paula Fajardo Barahona, hija de Matías Fajardo Hurtado y de Francisca Javiera Barahona Hurtado. Fueron padres de once hijos: Javiera Amalia, Isabel, Paulina, Santiago, Ricardo, Daniel, María, Adela, Reinaldo, Enrique y Fanny Cheyne Fajardo.

## Primeros años
Concurrió durante tres años a la Sociedad Médica de Edimburgo, que le otorgó el título de doctor en medicina y cirugía el 14 de abril de 1820. En 1824 llegó a la Gran Colombia para estudiar las enfermedades tropicales en la costa atlántica. En 1831, previa constancia de la profundidad de sus conocimientos y el acierto de la práctica, en especial, de cirugías en Bogotá, le fue otorgada por Rufino Cuervo, entonces director de la Facultad Central de Bogotá, la autorización oficial para ejercer la profesión en el país.

## Homenajes
El Congreso Nacional le otorgó una pensión vitalicia de dieciséis mil reales anuales como reconocimiento a los múltiples servicios prestados al país. Don José Eusebio Caro le dedicó un canto muy diciente que reza: "¡Oh! ¿Quien no llorará sobre la suerte/Cheyne, ángel de bondad, sabio infeliz/que sabes del dolor y de la muerte/salvar a los demás, pero no a ti?"